# Freya Colbert
Freya Constance Colbert (Grantham, 8 de marzo de 2004) es una deportista británica que compite en natación.
Ganó dos medallas en el Campeonato Mundial de Natación de 2024, tres medallas en el Campeonato Europeo de Natación de 2022 y dos medallas en el Campeonato Europeo de Natación en Piscina Corta de 2023.
Estudió Bioingeniería en la Universidad de Loughborough.

## Palmarés internacional
| Campeonato Mundial                  | Campeonato Mundial | Campeonato Mundial | Campeonato Mundial    |
| Año                                 | Lugar              | Medalla            | Prueba                |
| ----------------------------------- | ------------------ | ------------------ | --------------------- |
| 2024                                | Doha (Catar)       | Medalla de oro     | 400 m estilos         |
| 2024                                | Doha (Catar)       | Medalla de plata   | 4 × 200 m libre       |
| Campeonato Europeo                  |                    |                    |                       |
| Año                                 | Lugar              | Medalla            | Prueba                |
| 2022                                | Roma (Italia)      | Medalla de oro     | 4 × 200 m libre mixto |
| 2022                                | Roma (Italia)      | Medalla de plata   | 4 × 200 m libre       |
| 2022                                | Roma (Italia)      | Medalla de bronce  | 400 m estilos         |
| Campeonato Europeo en Piscina Corta |                    |                    |                       |
| Año                                 | Lugar              | Medalla            | Prueba                |
| 2023                                | Otopeni (Rumania)  | Medalla de plata   | 400 m estilos         |
| 2023                                | Otopeni (Rumania)  | Medalla de bronce  | 200 m libre           |